# Seducing Down the Door
Seducing Down the Door s podtitulem A Collection 1970–1990 je kompilační dvojalbum velšského hudebníka Johna Calea, vydané v roce 1994 u vydavatelství Rhino Records. Album obsahuje padesátistránkový booklet, autorem poznámek k albu (tzv. liner notes) je Barry Alfonso. Album obsahuje nahrávky z let 1970-1990. Mimo dříve vydaných skladeb obsahuje i několik raritních nahrávek, jako například skladbu „Temper“ nahranou při nahrávání alba The Academy in Peril (1972). Název alba pochází z textu písně „Child's Christmas in Wales“ z alba Paris 1919 (1973).

## Seznam skladeb
| Disk 1 | Disk 1                      | Disk 1                                       | Disk 1                      | Disk 1 |
| Pořadí | Název                       | Autor                                        | Původní album               | Délka  |
| ------ | --------------------------- | -------------------------------------------- | --------------------------- | ------ |
| 1.     | The Protege                 | John Cale, Terry Riley                       | Church of Anthrax (1971)    | 2:56   |
| 2.     | Big White Cloud             | Cale                                         | Vintage Violence (1970)     | 3:30   |
| 3.     | Amsterdam                   | Cale                                         | Vintage Violence (1970)     | 3:14   |
| 4.     | Days of Steam               | Cale                                         | The Academy in Peril (1972) | 2:01   |
| 5.     | Temper                      | Cale                                         | Troublemakers (1980)        | 5:00   |
| 6.     | Dixieland and Dixie         | Cale                                         | singl (1971)                | 3:20   |
| 7.     | Child's Christmas in Wales  | Cale                                         | Paris 1919 (1973)           | 3:23   |
| 8.     | Paris 1919                  | Cale                                         | Paris 1919 (1973)           | 4:05   |
| 9.     | Andalucia                   | Cale                                         | Paris 1919 (1973)           | 3:53   |
| 10.    | Fear Is a Man's Best Friend | Cale                                         | Fear (1974)                 | 3:55   |
| 11.    | Gun                         | Cale                                         | Fear (1974)                 | 8:06   |
| 12.    | (I Keep A) Close Watch      | Cale                                         | Helen of Troy (1975)        | 3:26   |
| 13.    | Heartbreak Hotel            | Mae Boren Axton, Tommy Durden, Elvis Presley | Slow Dazzle (1975)          | 3:15   |
| 14.    | Dirty-Ass Rock 'N' Roll     | Cale                                         | Slow Dazzle (1975)          | 4:46   |
| 15.    | Guts                        | Cale                                         | Slow Dazzle (1975)          | 3:32   |
| 16.    | The Jeweller                | Cale                                         | Slow Dazzle (1975)          | 4:17   |
| 17.    | Pablo Picasso               | Jonathan Richman                             | Helen of Troy (1975)        | 3:23   |
| 18.    | Leaving It Up to You        | Cale                                         | Helen of Troy (1975)        | 4:33   |
| 19.    | Coral Moon                  | Cale                                         |                             | 2:15   |
| 20.    | Memphis                     | Chuck Berry                                  | Animal Justice (1977)       | 3:24   |

| Disk 2         | Disk 2                                   | Disk 2                    | Disk 2                         | Disk 2  |
| Pořadí         | Název                                    | Autor                     | Původní album                  | Délka   |
| -------------- | ---------------------------------------- | ------------------------- | ------------------------------ | ------- |
| 1.             | Jack the Ripper                          | Cale                      | These People Are Nuts! (1990)  | 3:09    |
| 2.             | Hedda Gabler                             | Cale                      | Animal Justice (1977)          | 8:12    |
| 3.             | Walkin' the Dog (koncertní nahrávka)     | Rufus Thomas              | Sabotage/Live (1979)           | 4:5     |
| 4.             | Dead or Alive                            | Cale                      | Honi Soit (1981)               | 3:53    |
| 5.             | Strange Times in Casablanca              | Cale                      | Honi Soit (1981)               | 4:17    |
| 6.             | Taking Your Life in Your Hands           | Cale                      | Music for a New Society (1982) | 4:48    |
| 7.             | Thoughtless Kind                         | Cale                      | Music for a New Society (1982) | 2:44    |
| 8.             | Chinese Envoy                            | Cale                      | Music for a New Society (1982) | 3:11    |
| 9.             | Caribbean Sunset                         | Cale                      | Caribbean Sunset (1984)        | 4:23    |
| 10.            | Waiting for the Man (koncertní nahrávka) | Lou Reed                  | John Cale Comes Alive (1984)   | 4:43    |
| 11.            | Ooh La La                                | Cale, Larry Sloman        | John Cale Comes Alive (1984)   | 4:22    |
| 12.            | Everytime the Dogs Bark                  | Cale, Sloman, David Young | Artificial Intelligence (1985) | 4:17    |
| 13.            | Dying on the Vine                        | Cale, Sloman              | Artificial Intelligence (1985) | 5:08    |
| 14.            | The Soul of Carmen Miranda               | Cale, Brian Eno           | Words for the Dying (1989)     | 3:26    |
| 15.            | One Word                                 | Cale, Eno                 | Wrong Way Up (1990)            | 4:38    |
| 16.            | Cordoba                                  | Cale, Eno                 | Wrong Way Up (1990)            | 4:25    |
| 17.            | Trouble with Classicists                 | Cale, Reed                | Songs for Drella (1990)        | 3:44    |
| 18.            | Faces and Names                          | Cale, Reed                | Songs for Drella (1990)        | 4:12    |
| Celková délka: | Celková délka:                           | Celková délka:            | Celková délka:                 | 2:34:17 |